# Malaia cetrata
Malaia cetrata är en skalbaggsart som beskrevs av Newman 1841. Malaia cetrata ingår i släktet Malaia och familjen Rutelidae. Inga underarter finns listade i Catalogue of Life.